# كاميلي مونرو
كاميلي مونرو هي متسابقة ملكة الجمال كندية، ولدت في 6 سبتمبر 1990 في ريجاينا في كندا.